# Сасек-Малий
Сасек-Малий (пол. Sasek Mały, нім. Paterschobensee) — село в Польщі, у гміні Щитно Щиценського повіту Вармінсько-Мазурського воєводства.
Населення — 99 осіб (2011).

## Демографія
Демографічна структура станом на 31 березня 2011 року:
|          | Загалом | Допрацездатний вік | Працездатний вік | Постпрацездатний вік |
| -------- | ------- | ------------------ | ---------------- | -------------------- |
| Чоловіки | 48      | 12                 | 35               | 1                    |
| Жінки    | 51      | 17                 | 28               | 6                    |
| Разом    | 99      | 29                 | 63               | 7                    |